# ポードペー郡

ポードペー郡
Pòdpè

ポードペー郡（ポードペーぐん、ハイチ語: Pòdpè）またはポールドペ郡（フランス語: Port-de-Paix）は、ハイチ北西県東部の郡。東にサン・ルウィ・ディノー郡、南にアルティボニット県グウォ・モーン郡、西にモール・サン・ニコラ郡と接し、北は大西洋に面しトルチュ島（コミーンとしてはラトーチュ）を含み、ポールドペ（ポードペー）の他のコミーンにはシャンソル、バサン・ブルがある。また2015年7月22日にポールドペからLa Pointe des Palmistesのコミーンが分立したが、2020年8月時点では役所もなく実態のない状況にある。郵便番号は31から始まる。

## 脚註
1. 1 2  “Haiti: administrative units, extended”.   GeoHive.com. 2016年10月5日時点のオリジナルよりアーカイブ。2021年8月10日閲覧。
2. ↑  “POPULATION TOTALE, POPULATION DE 18 ANS ET PLUS MÉNAGES ET DENSITÉS ESTIMÉS EN 2015” (pdf).   Institut Haïtien de Statistique et d’Informatique (IHSI). pp. 16 - 17 (2015年3月). 2021年8月10日閲覧。
3. ↑  “Nord’Ouest : La Pointe des Palmistes, une commune oubliée”.   rezonodwes.com (2020年8月21日). 2021年8月10日閲覧。